# Вовча (притока Кобелячки)
Во́вча —  річка в Україні, в межах Козельщинського та Кобеляцького районів Полтавської області. Права притока Кобелячки (Великого Кобелячка) (басейн Дніпра). 

## Опис
Довжина річки 17 км, площа басейну 196 км². Долина порівняно широка, в понизі праві схили високі. Річище звивисте, місцями розгалужене. Заплава в багатьох місцях заболочена. На початку річки с.Кащівка великий ставок з дамбою.  

## Розташування
Вовча бере початок на північ від с. Кащівки. Тече спершу на південний схід, далі на схід, у нижній течії — на північний схід. Впадає до Кобелячки біля північно-східної околиці села Бутенків.